# Guildhall
Guildhall – miasto w Stanach Zjednoczonych, w stanie Vermont, w hrabstwie Essex.